# Kapitula

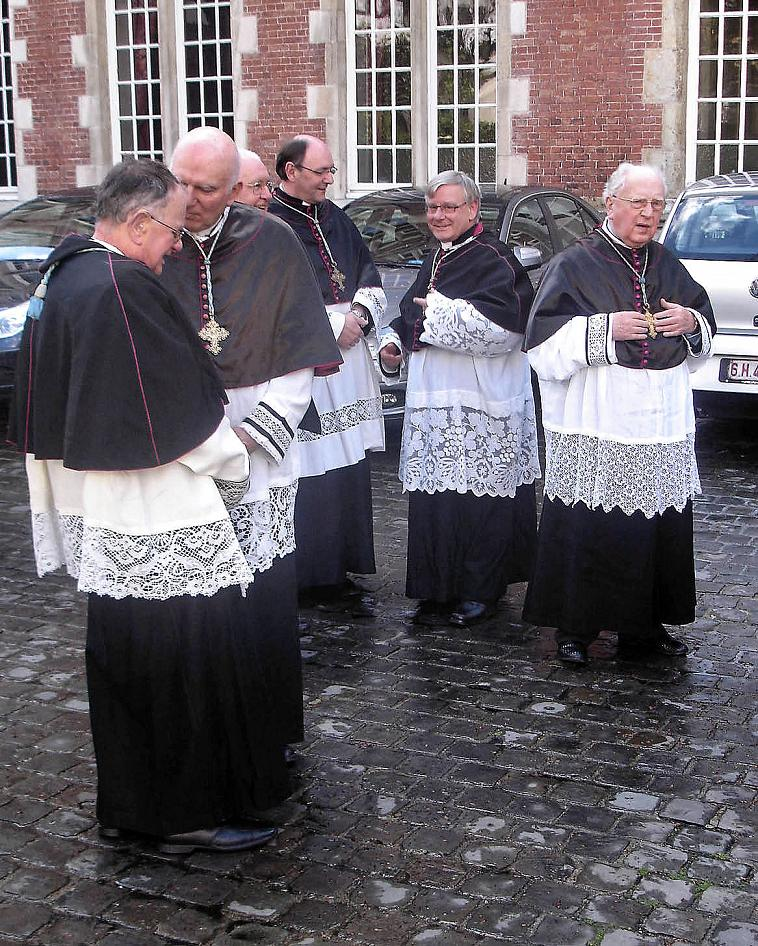
Katedrální kapitula u sv. Salvátora v Bruggách

Kapitula je sbor kanovníků nebo shromáždění členů kláštera nebo shromáždění představených řehole.

## Kapitula (katedrální nebo kolegiátní)
Kapitula (katedrální nebo kolegiátní) je sbor kanovníků, tj. společenství kněží konkrétní církve v čele s proboštem či děkanem. Kapitule přísluší konat slavnostní bohoslužbu (liturgie) v katedrálním nebo kolegiátním kostele. Členové kapituly (kapitulárové) se scházejí k pravidelným sezením v kapitulní síni, dříve měli za povinnost oblékat k této příležitosti shodný oděv a nosit na prsou insignii svého úřadu: shodný kapitulní odznak či kříž.
Kapitula kromě toho plní úkoly, jimiž byla nadána právem nebo pověřena diecézním biskupem. Původně byla jednou z klíčových úloh katedrální kapituly volba biskupa, v průběhu dějin však došlo k tužší centralizaci církve a biskupy římskokatolické církve dnes jmenuje do funkcí téměř výhradně papež (právo volby biskupa si dodnes zachovala například mohučská dómská kapitula, tímto právem disponovala od počátku 13. století až do roku 1916 Metropolitní kapitula u svatého Václava v Olomouci).
Katedrální kapituly může zákonně a dovoleně zřídit, změnit nebo zrušit Apoštolský stolec.
V rámci katolické církve existují kapituly pouze v římskokatolické církvi, protože právo řeckokatolické církve a dalších východních katolických církví tento institut nezná.
Kapitula se řídí vlastními stanovami (též statutem), které schválí sídelní (diecézení) biskup, při zachování zakladatelovy vůle (donátora) stanoví zřízení kapituly i počet kanovníků. Mimoto dále určí, které bohoslužby liturgie a další služby má kapitula a jednotliví kanovníci (kněží přináležející ke kapitule) konat. Při dodržení ustanovení obecného práva stanoví podmínky vyžadované k platnosti a povolení jednání.

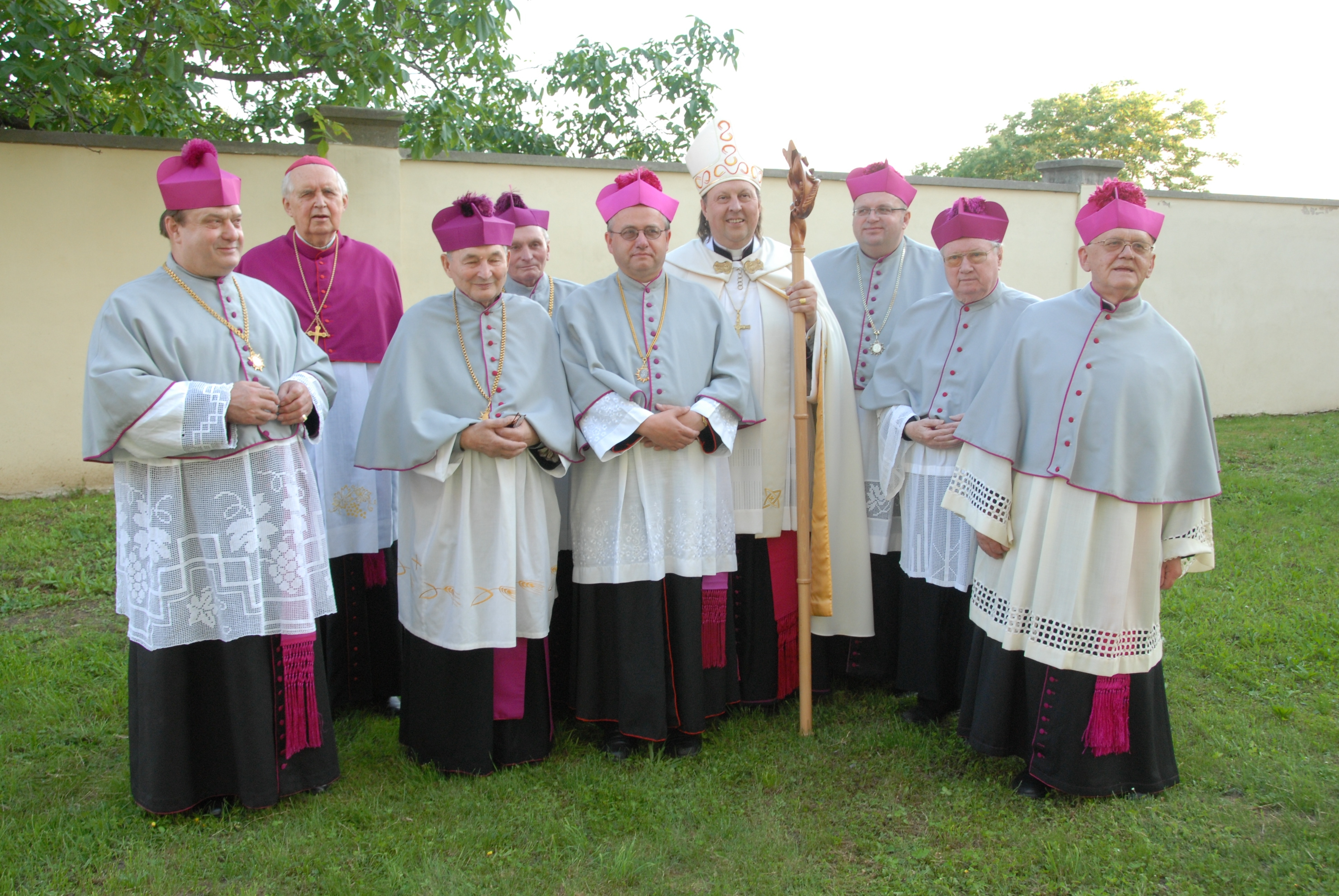
Členové litoměřické katedrální kapituly při oslavách 950. výročí od založení kapituly dne 8. června 2007. Zleva: 1. Alexej Baláž, 2. Josef Koukl (18. litoměřický biskup), 3. Stanislav Bečička, 4. František Opletal, 5. Karel Havelka, 6. Pavel Posád (19. litoměřický biskup), 7. Jiří Hladík, 8. Karl Kindermann a 9. Vladislav Kara.

Kapituly byly zachovány taktéž v odloučených církvích, jež odvozují svůj původ od církve římskokatolické, především v anglikánské církvi. Existují také ve švédské luterské církvi, kde však mají charakter ústředních administrativně-právních orgánů diecézí.

## Shromáždění členů kláštera
Kapitula je také sborem (společenstvím) zasvěcených osob (též řeholníků), které se podílí v řádu či řeholní kongregaci, případně jiné společnosti zasvěceného života, na vlastní správě a životě komunity. Základní součástí klášterů je proto také kapitulní síň.

## Řádová kapitula
Kapituly existují také v rámci církevních řádů. Tyto tzv. řádové kapituly představují shromáždění všech, popřípadě jen některých členů (např. delegátů) dotyčného řádu. Taková kapitula se označuje jako generální (všeobecná), jestliže se jí účastní členové či delegáti ze všech zemí, ve kterých řád působí (nikoliv jen z určité země nebo z určitého regionu).
Jako řádová kapitula se v minulosti označovalo také shromáždění nejvýznačnějších nositelů nějakého řádu, které rozhodovalo o tom, komu bude dotyčný řád udělen (v současnosti však uděluje řády a vyznamenání zpravidla hlava státu na návrh určité komise nebo výboru).